# Hypodoxa circumsepta
Hypodoxa circumsepta är en fjärilsart som beskrevs av Louis Beethoven Prout 1913. Hypodoxa circumsepta ingår i släktet Hypodoxa och familjen mätare. Inga underarter finns listade i Catalogue of Life.